# Bodo (diácono)
Bodo (c. 814  – 876) fue un diácono  de origen noble franco en la corte del emperador Luis el Piadoso,  y que se convirtió un notorio caso de apostasía en su momento, al convertirse al judaísmo y trasladarse a la España musulmana.

## Vida
A principios del año 838, Bodo anunció que se embarcaba en una peregrenación a Roma, pero en cambio vendió a sus acompañantes como esclavos a comerciantes en Narbona y  se dirigió a la España musulmana, donde se convirtió al judaísmo. Su conversión fue considerada como un rechazo a la cultura carolingia, así como de a la fe cristiana.  Tomó el nombre judío de Eleazar, se circuncidó y se casó con una mujer judía. En 839, Bodó se trasladó a Zaragoza, donde según fuentes francas incitó al gobierno del califato de Córdoba y al pueblo a perseguir a los cristianos dentro del emirato cordobés. Con posteridad se trasladó a Córdoba, capital entonces del emirato cordobés.  Léon Poliakov afirma que esta conversión es una prueba de la alta estima que se tenía a los judíos en la Francia carolingia. 

## Correspondencia con Álbaro de Córdoba
En 840 Bodo inició una correspondencia con el intelectual cristiano, Álbaro de Córdoba, también en la España musulmana. Aunque las primeras cartas comenzaron de manera cordial, estas terminaron en una serie de insultos donde se seguía la antigua rivalidad entre francos y visigodos.

Se discute la autoría de la siguiente carta, pero es atribuida a Bodo:
En cuanto a vuestra afirmación de que Cristo es Dios, unido al Espíritu Santo, y que lo adoráis ya que no tubo un padre humano, debéis entonces adorar igualmente a Adán, el padre del género humano, que no tuvo padre ni madre, cuya carne, sangre, huesos y piel fueron creados a partir de barro. El Espíritu Santo infundió aliento en él y lo convirtió en un ser inteligente. Fue entonces Eva creada de la costilla de Adán sin padre ni madre, y el aliento entró en ella y se hizo inteligente. ¡Así que adóralos también! 